# Dunkelkehl-Schattenkolibri
Der Dunkelkehl-Schattenkolibri (Phaethornis squalidus) oder Schwarzkehleremit ist eine Vogelart aus der Familie der Kolibris (Trochilidae), die endemisch in Brasilien ist. Der Bestand wird von der IUCN als „nicht gefährdet“ (Least Concern) eingeschätzt.

## Merkmale
Der Dunkelkehl-Schattenkolibri erreicht eine Körperlänge von etwa 10,0 bis 12,5 cm bei einem Gewicht von ca. 2,5 bis 3,5 g. Die Oberseite ist dunkel bronzegrün, der Oberkopf schwärzlich mit rostfarbenen Federsäumen. Die Unterseite ist schmutzig rostfarben. Die schwärzliche Kehle wirkt schuppig. Die Ohrdecken sind schwarzbraun, die Überaugen- und Bartstreifen weißlich ocker. Die Flügel sind schwärzlich purpurn. Die Unterschwanzdecken haben schmutzig ockerfarbene, die Oberschwanzdecken rostrote Säume. Die schwärzlich grünen Schwanzfedern haben eine breite schwärzliche subterminale Binde. Das äußere Paar der Steuerfedern hat blasse rotbraune, die übrigen haben weiße Spitzen. Der Oberschnabel ist schwarz, der Unterschnabel gelb mit schwarzer Spitze. Die Füße sind hornfarben. Das Weibchen ist etwas blasser mit einem etwas gebogeneren Schnabel.

## Verhalten und Ernährung
Der Dunkelkehl-Schattenkolibri ernährt sich wie andere Kolibris von Nektar. Ebenso ernährt er sich von kleinen Arthropoden. Sein Ernährungsverhalten ist bisher aber wenig erforscht.

## Lautäußerungen
Der Gesang besteht aus komplexem Getriller mit hellen Phrasen, die er beständig in gleicher Art wiederholt. Die Phrasen variieren leicht, bestehen aber typischerweise aus wechselnden hellen Tönen und einigen mehr nasalen Lauten, die mit zwei lauten hellen Tönen enden. Sie klingen wie tsi-tiii-tsa-tsa-tsi-tschoo-tschoo. Außerdem gibt der Dunkelkehl-Schattenkolibri ein helles tsii von sich.

## Fortpflanzung
Die Brutzeit ist von Oktober bis Februar. Das kegelförmige Nest baut der Dunkelkehl-Schattenkolibri an der Spitze der Innenseite von langen, herabhängenden Blättern. Das Nest ist ca. 102 mm hoch. Der Außenradius beträgt ca. 42 mm, der Innenradius ca. 23 mm und die innere Tiefe ca. 18 mm. Das Gelege besteht aus zwei Eiern, die ca. 0,41 g schwer und ca. 9,0 × 14,0 mm groß sind. Die Brutdauer beträgt ca. 14 bis 16 Tage. Nach 20 bis 24 Tagen werden die Nestlinge flügge.

## Verbreitung und Lebensraum

Verbreitungsgebiet (grün) des Dunkelkehl-Schattenkolibris

Der Dunkelkehl-Schattenkolibri bevorzugt das Unterholz von feuchtem Küstenwald und dem angrenzenden Bergwald und dichte Sekundärvegetation. Berichte über sein Vorkommen gibt es von Höhenlagen ab Meeresspiegel bis 2250 Meter. So kommt er in den Küstengebirgen von Espírito Santo bis Rio Grande do Sul vor.

## Unterarten
Die Art gilt als monotypisch. Trochilus leucophrys Nordmann, 1835 und Trochilus intermedius Lesson, RP, 1832 gelten als Synonyme.

## Migration
Das Zugverhalten des Dunkelkehl-Schattenkolibris ist bisher nicht erforscht. Es wird aber vermutet, dass er ein Standvogel ist.

## Etymologie und Forschungsgeschichte
Die Erstbeschreibung des Dunkelkehl-Schattenkolibris erfolgte 1822 durch Coenraad Jacob Temminck unter dem wissenschaftlichen Namen Trochilus squalidus. Die Typusexemplare hatte Temminck von Johann Natterer (1787–1843), der diese in Brasilien gesammelt hatte. 1827 führte William Swainson die Gattung Phaethornis für den Langschwanz-Schattenkolibri (Phaethornis superciliosus (Linnaeus, 1766)) ein.
Der Begriff Phaethornis leitet sich aus den griechischen Wörtern φαέθων phaéthōn für „leuchtend, strahlend“ und ὄρνις órnis für „Vogel“ ab. Der lateinische Artname squalidus steht für „rau, steif, dreckig“ (von squalere „grob sein“). Leucophrys ist ein griechisches Wortgebilde aus λευκός leukós für „weiß“ und ὀφρύς ophrýs für „Augenbraue“. Das lateinische intermedius bedeutet „dazwischen“.

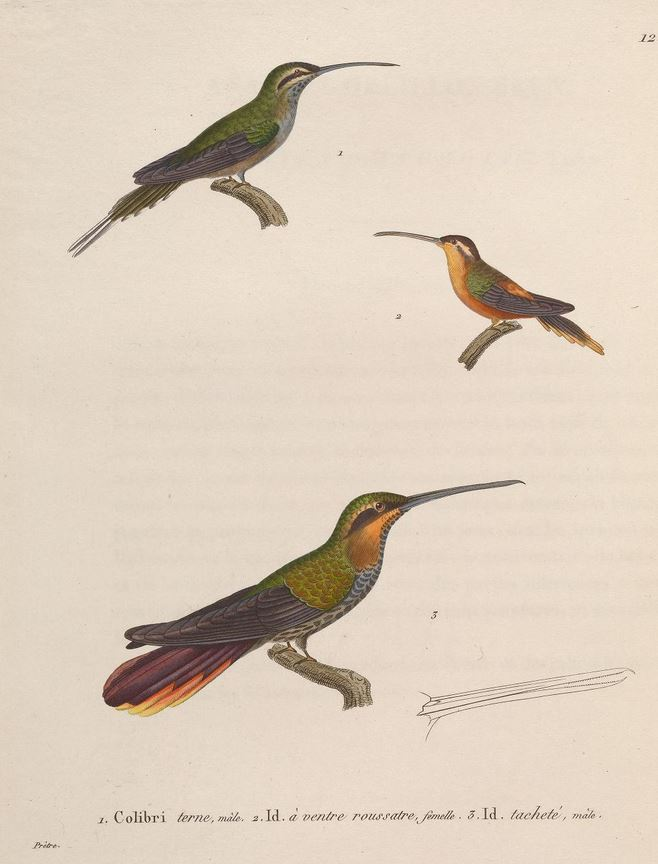
Dunkelkehl-Schattenkolibri (Figur 1) illustriert durch Jean-Gabriel Prêtre als Teil der Erstbeschreibung
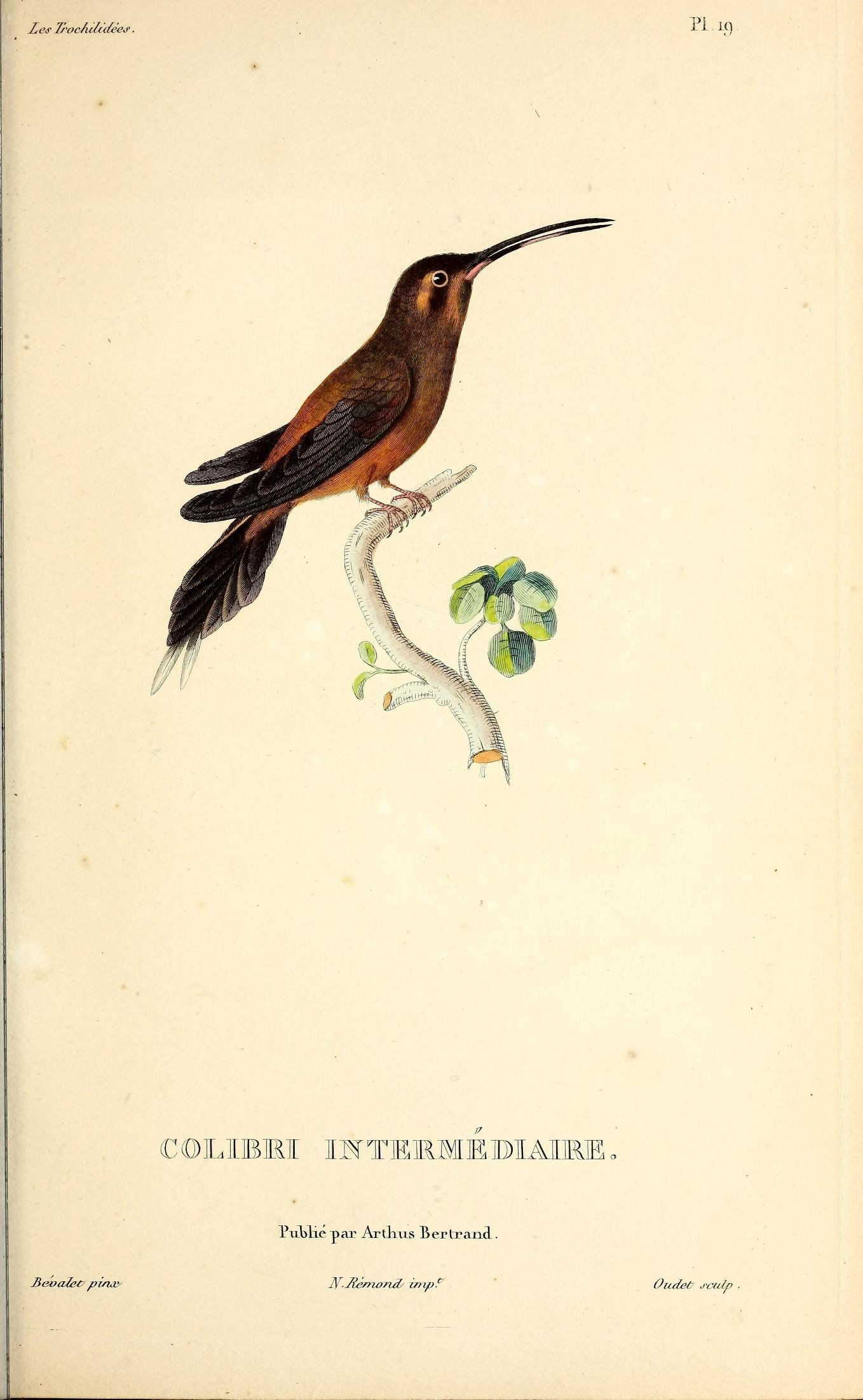
Trochilus intermedius illustriert von Antoine Germain Bevalet (1779–1850)